# مارتن برينكمان
مارتن برينكمان (بالألمانية: Martin Brinkmann) (و. 1976 – م) هو مؤلِّف، وكاتب، من ألمانيا، ولد في بريمرهافن.